# Тромп, Мартен (гребец)
Мартен Тромп (нидерл. Maarten Tromp, род. 26 июля 1983) — голландский спортсмен, гребец, призёр чемпионата мира по академической гребле 2007, 2008 и 2009 года в лёгком весе.

## Биография
Мартен Тромп родился 26 июля 1983 года в городе Амстердам, Северная Голландия. Профессиональную карьеру гребца начал с 1995 года. Тренировался на базе клуба «Skoell AASRV» в Амстердаме.
Первым соревнованием международного уровня, в котором Тромп принял участие, был III-й этап кубка мира по академической гребле 2005 года, проходивший в Люцерне, Швейцария. С результатом 06:00.460 в заплыве восьмёрок с рулевым голландские гребцы заняли четвёртое место, где войти в тройку лидеров им помешали соперники из Японии (05:58.000 — 3-е место).
Первая и единственная на данный момент золотая медаль в карьере Тромпа была добыта на чемпионате мира по академической гребле 2007 года, что проходил в Мюнхене, Германия. С результатом 05:42.060 в заплыве восьмёрок с рулевым в лёгком весе голландские гребцы заняли первое место, оставив позади соперников из Германии (05:44.520 — 2-е место) и Италии (05:46.330 — 3-е место).
Следующая медаль в активе Тромпа была добыта во время чемпионата мира по академической гребле 2008 года в австрийском городе Линц. В финальном заплыве восьмёрок с рулевым в лёгком весе голландские гребцы (Бемстербур, Колтхоф, Баухёйсен, де Грот, Брёйл, ван дер Слёйс, Тромп, де Бур, ден Дрейвер) заняли третье место (05:52.370), уступив первенство командам из Германии (05:51.690 — 2-е место) и США (05:50.290 — 1-е место).
Ещё одну бронзовую медаль Тромп добыл во время чемпионата мира по академической гребле 2009 года в польском городе Познань. В финальном заплыве восьмёрок с рулевым в лёгком весе голландские гребцы заняли третье место (5:28.32), уступив первенство командам из Канады (5:27.15 — 2-е место) и Германии (5:24.13 — 1-е место).